# Cacic
Un cacic (plural cacici) cuvânt împrumutat din taino, este o căpetenie a unui trib din Caraibe, din America Centrală sau din America de Sud.
Teritoriul controlat de un cacique este numit „cacicazgo”. 
Prin extindere, acest cuvânt a fost folosit de cronicarii spanioli din secolul al XVI-lea pentru a traduce termenul nahuatl „tecuhtli”, care servea la desemnarea aristocrației aztece și, într-un mod mai general, pentru desemnarea suveranilor absoluți ai civilizațiilor precolumbiene.

## În zilele noastre
În zilele noastre, prin cacic se poate înțelege conducătorul unui sat din Mexic, iar în Portugalia, un lider local al unui partid politic.